# おかげ横丁

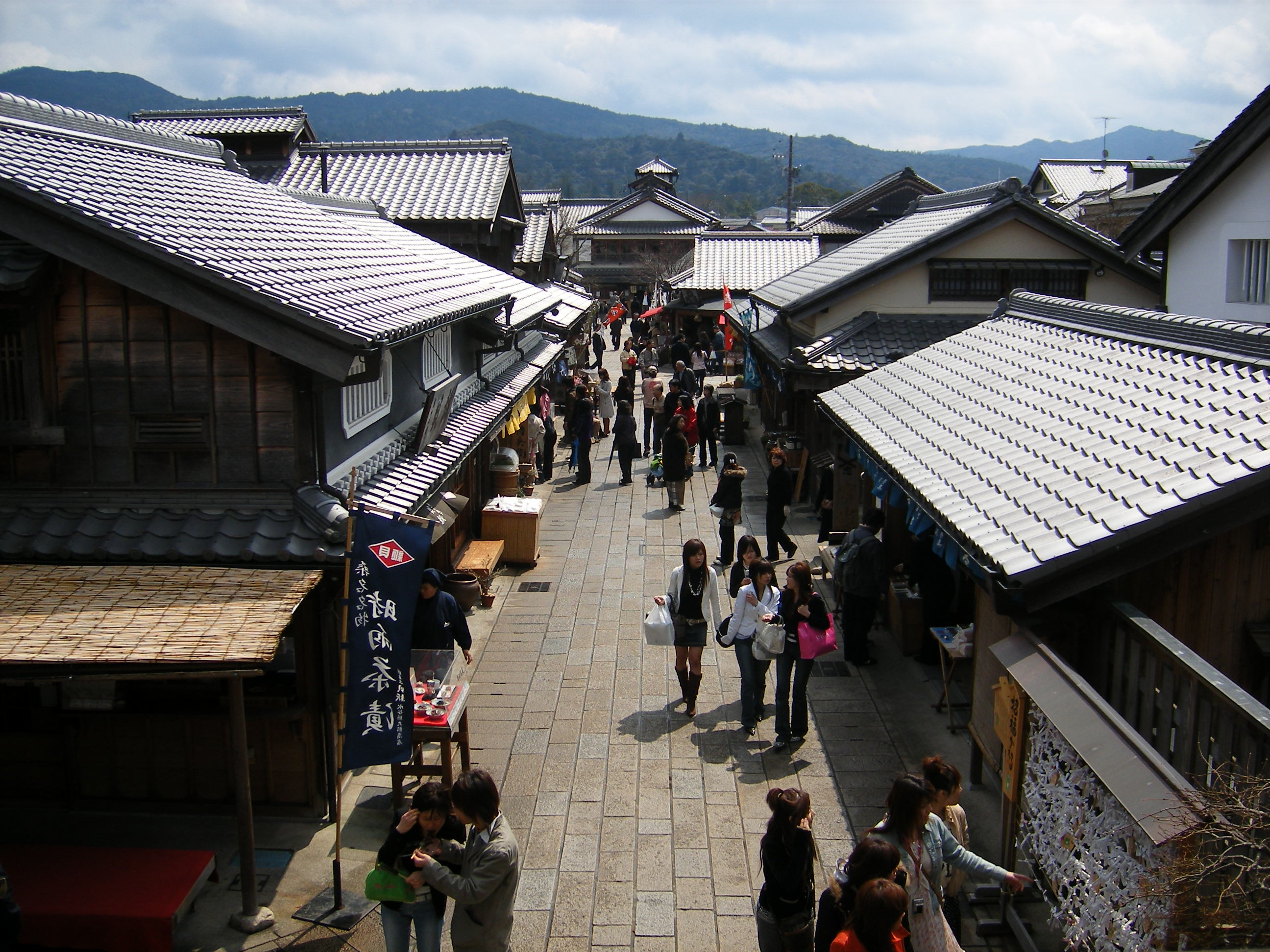
再現町並み

おかげ横丁（おかげよこちょう）は、三重県伊勢市の伊勢神宮皇大神宮（内宮）前にあるお蔭参り（お伊勢参り）で賑わった江戸時代末期から明治時代初期の鳥居前町の町並みを再現した観光地である。運営は伊勢名物赤福餅を生産・販売する株式会社赤福の子会社である株式会社伊勢福が行う。
おはらい町の中ほどにあり、伊勢志摩を代表する観光地となっている。

## 概要
赤福社長であった濱田益嗣の指揮の下、当時の赤福の年商に匹敵する約140億円をかけて1993年（平成5年）に完成した「小さな町」である。伊勢特有の町並みである妻入の建物や伊勢河崎の蔵、桑名の洋館などを忠実に再現、あるいは移築した28の建造物群が並ぶ。お蔭参りで賑わった頃の町並みという統一したテーマの元で造られているが、おはらい町との間に門などの仕切りはなく入場料を徴収しないため、テーマパークではない。おかげ横丁とおはらい町の境界は分かりにくく、名称が類似しているせいか両者を混同するケースもある。
伊勢志摩の特産物や土産を扱う物販店を中心に49店が営業している。2019年2月現在、直営店舗31店、委託店舗18店である。
- 設計・施工：清水建設、竹中工務店[6]
- 営業時間：9時30分 - 17時（JST、季節による変動あり）
  - 年中無休、入場自体は24時間可能。
- 入場料：無料

## 歴史
伊勢神宮の門前町として栄えた宇治地区は、江戸時代には年間200 - 400万人もの参宮客が訪れた庶民の憧れの地であったが、高度経済成長の時代を過ぎた1970年代後半には20万人にまで落ち込んでしまった。この状況を打開しようとこの地に本店を構える老舗和菓子店の赤福が立ち上がり、「伊勢おはらい町会議」を結成、わずか10年でおはらい町を伝統的な妻入り建築が並ぶ通りに修景した。
更に赤福は1993年（平成5年）の式年遷宮に合わせて町の再生の起爆剤となる施設の建設を計画、「おかげ参り」と「商いを続けてこられたのは伊勢神宮のおかげ」という2つの意味を込めて「おかげ横丁」と名付けた。横丁には赤福社長の濱田益嗣のこだわりが強く表れ、岐阜県高山市や長野県小布施町などまちづくりで先行する日本各地を視察して造られた。建設費用の140億円は1990年（平成2年）当時の赤福の年間売上高とほぼ同額であったが、行政から補助金を受けることなく自己資金でまかなった。1992年（平成4年）9月28日には、おかげ横丁の運営を行う企業として「有限会社伊勢福」を設立、翌年7月に開業した。
おかげ横丁の経営は間もなく軌道に乗り、開業から10年で借金の返済が完了した。おかげ横丁設立前の1992年（平成4年）には32万人だったおはらい町の往来者数は、おかげ横丁設立とともに増加した。2002年（平成14年）には入場者数が年間300万人を突破、2007年（平成19年）には400万人に達しようという勢いで、将来的な横丁の拡張が見えてきた。
しかし、すべてが順調に見えた矢先の2007年10月12日、親会社の赤福の偽装事件が発覚し、大きな波紋を呼んだ。赤福は営業自粛を余儀なくされ、2008年（平成20年）の初詣で時期の営業停止するも、おかげ横丁は偽装に直接関与したわけではないので通常通り営業を行っていた。その後、赤福は徐々に営業を再開し、現在に至っている。
2011年（平成23年）3月11日、東日本大震災が発生、震災から2週間の来訪客数は2割減少したが、4月以降客数は持ち直し、ゴールデンウィーク（4月29日 - 5月5日）は例年並みの18万人の観光客を見込んでいる。持ち直した2013年（平成25年）には過去最高の655万人を達成している。
新型コロナウイルス感染症の世界的流行を受け、2020年4月17日より5月31日まで赤福本店およびおかげ横丁は営業を休止。6月1日に緊急事態宣言が全面解除され、赤福本店およびおかげ横丁の全体の七割にあたる36店舗が営業を再開した。

## 騒動
2013年、前社長である浜田益嗣は、津市であったフォーラムの対談で「外人は来てほしくない。いたらおかしいでしょ。来ないでくれとは言えないが、英語の表記をするような気遣いはしない」などと発言した。その後、 浜田は取材に対し「伊勢は日本人の心のふるさとで、日本の方々に喜んでもらう街をつくりたいという意味の発言だった。外国人への偏見ではない」と釈明した。赤福は27日、「弊社前社長（益嗣）であり、現取締役の不適切な発言」は「弊社の方針・見解とはまったく異なるもの」であるとして謝罪する文書を公式HPに掲載した。

## 主な店舗
物販店（食品12店、その他18店、全30店）
- おみやげや - おかげ横丁の観光案内所を兼ねる、オリジナルグッズ販売店[18]。
- 伊勢萬 内宮前酒造場 - 五十鈴川の伏流水を利用した清酒「おかげさま」[19]を販売する、日本一小さい造り酒屋を自称する酒店[20]。
- 吉兆招福亭 - 1000種類以上の招き猫を取り扱う店[19]。

飲食店（全19店）
- 赤福本店 - 五十鈴川に架かる新橋のたもとにある和菓子店。看板商品の赤福餅をはじめ、季節限定で「赤福氷」・「赤福ぜんざい」も販売する[19]。
- おかげ横丁 豚捨 - 創業明治42年の牛肉専門店・豚捨（ぶたすて）の支店。店頭では揚げたてのコロッケやメンチカツ、精肉を販売するほか、座敷では牛鍋などを供する[18]。
- ケーキラボ - 手作りのパンやケーキを販売する[19]洋菓子店で、元は洋食屋「はいからさん」の工房だった[21]。

その他
- おかげ座 - 後述。
- 煙草屋 - おかげ座に隣接する店舗になり、通常の煙草の販売に加えて刻みたばこの小粋のシリーズを販売していたり、煙管等の過去から続く喫煙用具を販売している。以前まではおたばこぼんが常に目に見える位置に常設されており、1回100円で煙管を用いて小粋の試飲が可能であった。着火についても煙管用の炭を用いており、本格的な形式であった。本サービスは2013年頃より公には終了しているが、店員に希望する旨を伝えれば以前と変わらない姿で煙草盆と共に煙管を楽しむことが可能。
- 宝くじ売場 - 煙草屋の隣に宝くじ販売所が併設されている。特別なものは販売していないが、伊勢神宮のマークが入ったくじ入れ等の小物が取り揃えられている。
- 射的 - 宝くじ売場に隣接する形で、射的の屋台が常設されている。常設の本形式で運営を行っている射的の屋台は日本では極めて少なく、貴重な存在である。
- 山口誓子俳句館・徳力富吉郎版画館 - 山口誓子の俳句や徳力富吉郎の版画作品を展示する記念館[22]。2010年（平成22年）3月19日に改修工事が完了し、営業を再開した[22]。
- 伊勢路栽苑 - 日本の花を中心とした生花を扱い、「唐室」という江戸時代の温室を持つ[23]。
- 第三銀行伊勢支店おかげ横丁出張所 - 利用明細票に運勢が表示されるおみくじ機能を持つ現金自動預払機（ATM）を設置している[24]。

### おかげ座
おかげ横丁で唯一の有料施設。歴史館とテーマ館の2館からなる芝居小屋風の建物で、江戸時代のお蔭参りを映像と2分の1スケールの模型で今に伝える横丁の中心的な施設である。トータルメディア開発研究所（凸版印刷の関連企業）がプロデュースした。「平成」ボタンを押すと外に出られるといった遊び心のある演出がなされている。

## 特色
町並みの細かな再現
伊勢路に実在した妻入の木造建築物を細部に至るまで徹底的に再現し、「世古」と呼ばれる伊勢らしい路地を形成している。また、木目が美しいとされるトガ材ですべての建物を建設し、土壁や瓦の焼き具合などにも注意が払われている。
おもてなしの心の再生
おかげ横丁では町並みの再現にとどまらず、「施行」（せぎょう）と呼ばれる参宮客を温かくもてなす心の再生にも取り組んでいる。浜田益嗣は客とのコミュニケーションを重視し、積極的に客に話しかけることを従業員に説いている。
バリアフリー
NPO法人伊勢志摩バリアフリーツアーセンターの調査によると、身体障害者用の駐車場やトイレが整備されており、おかげ座内にも簡易スロープなどのバリアフリー設備がある。ただし、石畳や店舗入り口の段差には注意が必要である。